# Deutsche Rugby-Union-Nationalmannschaft
Die deutsche Rugby-Union-Nationalmannschaft ist die Nationalmannschaft Deutschlands in der Sportart Rugby Union und repräsentiert das Land bei allen Länderspielen (Test Matches) der Männer. Die Mannschaft trägt den Spitznamen „Schwarze Adler“, nach dem Wappentier des Landes, dem Bundesadler. Die organisatorische Verantwortung trägt der im Jahr 1900 gegründete Deutsche Rugby-Verband. Vom Weltverband World Rugby wird Deutschland in die dritte Stärkeklasse (third tier) eingeteilt. Sie spielt in der Rugby Europe Championship, der ersten Division der Rugby-Union-Europameisterschaft des Kontinentalverbandes Rugby Europe.
Deutschland wurde beim Rugbyturnier der Olympischen Spiele 1900 durch den Verein SC Frankfurt 1880 vertreten, der gemeinsam mit der britischen Auswahl die Silbermedaille gewann. Das erste Test Match fand 1927 gegen Frankreich statt. 1934 gehörte der deutsche Verband zu den Gründungsmitgliedern der Fédération internationale de rugby amateur (FIRA; heute Rugby Europe), die damals als Konkurrentin zum angelsächsisch dominierten International Rugby Football Board (IRFB; heute World Rugby) auftrat. Die meisten Spiele Deutschlands finden im Rahmen der Europameisterschaften statt. Der größte Erfolg der Nationalmannschaft sind zwei dritte Plätze bei den Europameisterschaften 1952 und 2018. Bisher konnte sich die Mannschaft noch nicht für Weltmeisterschaften qualifizieren.
Von 1951 bis 1990 bestand parallel dazu die Rugby-Union-Nationalmannschaft der DDR; die beiden Mannschaften haben jedoch nie gegeneinander gespielt.

## Organisation
Verantwortlich für die Organisation von Rugby Union in Deutschland ist der Deutsche Rugby-Verband (DRV) mit Sitz in Heidelberg. Er wurde am 4. November 1900 gegründet und 1988 Vollmitglied des International Rugby Football Board (IRFB; heute World Rugby). Der DRV war außerdem im Jahr 1934 Gründungsmitglied des Kontinentalverbandes Fédération internationale de rugby amateur (FIRA; heute Rugby Europe).
Die höchste Rugby-Union-Liga in Deutschland ist die seit 1971 bestehende Rugby-Bundesliga mit 16 Mannschaften, in der um die Deutsche Rugby-Meisterschaft gespielt wird. Sie steht über der Zweiten Bundesliga mit 18 Mannschaften in drei regionalen Gruppen und den Ligen der 13 Teilverbände. Ein Großteil der für die Nationalmannschaft antretenden Spieler spielen in der Bundesliga, weitere sind vor allem in Frankreich tätig.
Neben der eigentlichen Nationalmannschaft ruft der DRV weitere Auswahlmannschaften zusammen. Wie andere Rugbynationen verfügt Deutschland über eine U-20-Nationalmannschaft, die an den entsprechenden Europameisterschaften teilnimmt. Hinzu kommt die Siebener-Rugby-Nationalmannschaft. An den Rugbysport herangeführt werden Kinder und Jugendliche im Wesentlichen über Vereine, Schulsportorganisationen und Landesverbände, die in der Deutschen Rugby-Jugend zusammengefasst sind.

## Geschichte

### Einführung und Verbreitung von Rugby
Nach Deutschland gelangte Rugby durch den Nachwuchs wohlhabender Briten. Einige der jungen Männer besuchten im Deutschen Bund renommierte Privatgymnasien oder studierten in Heidelberg, andere versahen in der Residenzstadt Hannover ihren Militärdienst und spielten in ihrer Freizeit eine frühe Variante von Rugby. Die Universität Heidelberg beansprucht für sich, Rugby erstmals um das Jahr 1850 ihren Studenten angeboten zu haben. Im lokalen badischen Dialekt bezeichneten die Jugendlichen der Stadt das Spiel als „Durchtragerles“. William Cail gilt als derjenige, der 1865 in Bad Cannstatt Rugby einführte. Unabhängig davon, wann und wo Rugby erstmals gespielt wurde, erschien der erste deutschsprachige Text zu diesem Sport im Jahr 1875. Auf frühe Versuche, die „Regeln des an der Rugby School gespielten Fußballs“ (The Laws of Football as played at Rugby School) zu erklären, folgten Journale und Sachbücher, in denen der Sport Erwähnung fand.
Rugby-Anhänger engagierten sich in bereits bestehenden Sportvereinen, die mehrere Sportarten anboten, und etablierten eigene Abteilungen. Hinzu kamen auch Vereine, die mehrere Ballsportarten miteinander anboten. Das früheste bekannte Beispiel hierfür ist der 1878 vom damals knapp 15-Jährigen Schüler Ferdinand Wilhelm Fricke und 24 Gleichaltrigen gegründete Deutsche Sportverein Hannover 78. 1891 gründeten Heidelberger Studenten unter Anleitung ihres Lehrers Edward Hill Ullrich eine Rugbyabteilung beim Heidelberger Ruderklub. Seither gelten diese beiden Städte, neben dem Rhein-Main-Gebiet, als die Rugbyhochburgen Deutschlands.
Der früheste Versuch zur Gründung eines nationalen Rugbyverbandes erfolgte 1886 durch mehrere norddeutsche Vereine mit dem Deutschen Rugby-Fußball-Bund. Nachdem dieses Vorhaben jedoch gescheitert war, trat der DSV Hannover 78 dem Deutschen Fußball- und Cricket Bund bei, während Vereine im Süden sich dem Süddeutschen Fußball-Verband anschlossen. Im Rahmen eines „Rugbytages“ in Heidelberg am 13. Februar 1898 warb Ullrich für engere Beziehungen zwischen süd- und norddeutschen Vereinen und die Gründung eines nationalen Verbandes, wofür er jedoch wenig Unterstützung erfuhr. Nachdem jedoch weiter über den Vorschlag diskutiert worden war, kamen am „Rugbytag“ des 11. März 1900 in Hannover 19 Vereine überein, in Zukunft gemeinsam aufzutreten, die Rugby-Regeln ins Deutsche zu übersetzen, das erste Nord-Süd-Spiel zu organisieren und dem wenige Wochen zuvor gegründeten Deutschen Fußball-Bund (DFB) beizutreten.

### Erste internationale Auftritte

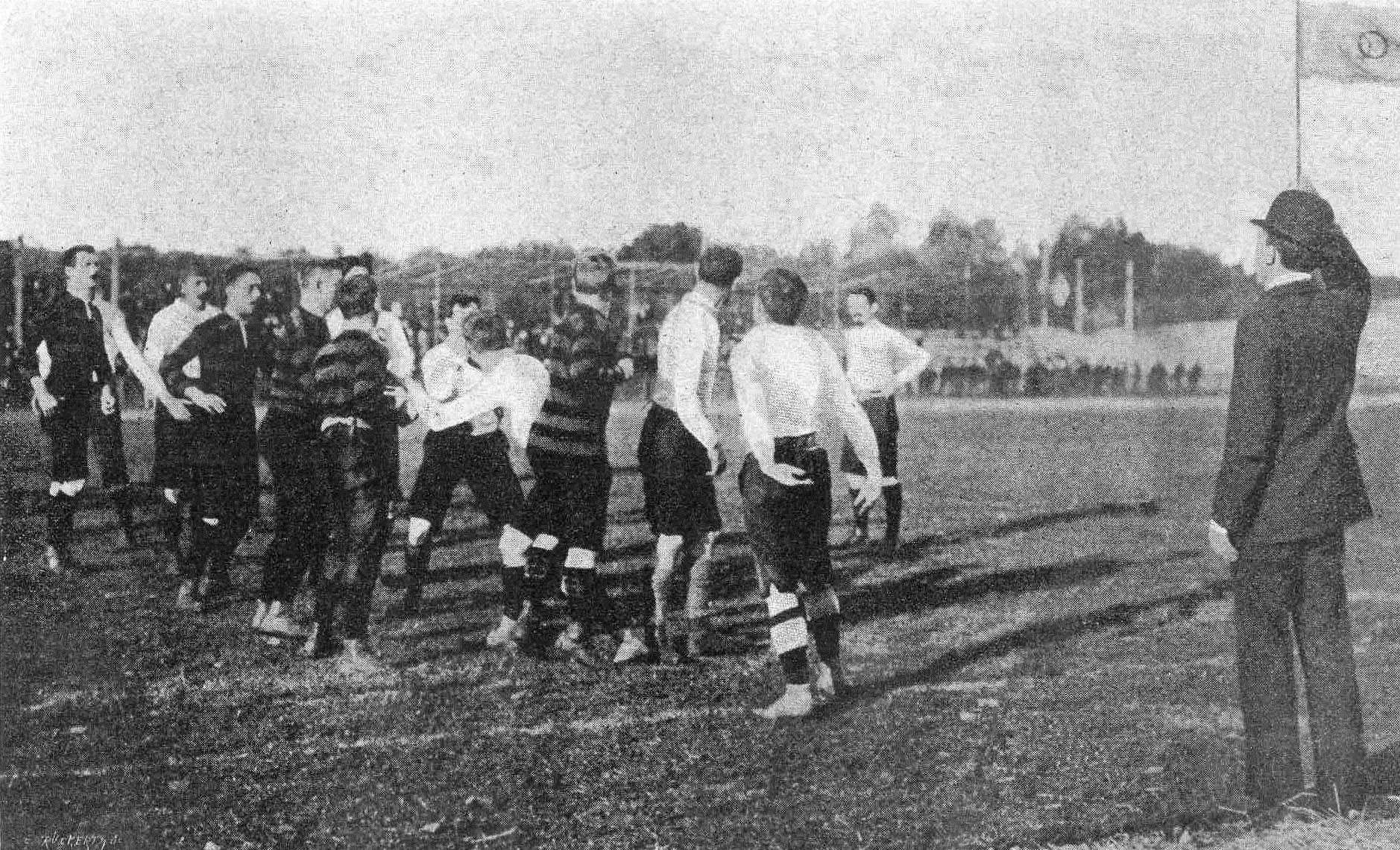
Frankreich (weiß) gegen Deutschland (dunkel gestreift) bei den Olympischen Spielen 1900

Bereits an den II. Olympischen Spielen, die im Jahr 1900 zusammen mit der Weltausstellung in Paris stattfanden, nahm eine deutsche Mannschaft teil und belegte nach einem 17:27 gegen den Gastgeber Frankreich gemeinsam mit Großbritannien den zweiten Platz. Anstelle einer Nationalmannschaft, die es mangels eines eigenen Verbandes noch nicht gab, nahm der SC Frankfurt 1880 teil. Am 4. November 1900 erfolgte die Gründung des Deutschen Rugby-Fußball-Bundes als eigenständige Abteilung innerhalb des DFB, mit Fricke vom DSV Hannover 78 als erstem Vorsitzenden. Genau ein Jahr später beendete die Rugbyabteilung ihre Beziehungen zum DFB und gründete sich als Deutscher Rugby-Verband (DRV) neu. 1909 folgte die erste Austragung der Deutschen Rugby-Meisterschaft. Obwohl sich der Rugbysport in Frankreich zunächst langsamer entwickelte, fand er mit Baron Pierre de Coubertin, dem Begründer der modernen Olympischen Spiele, einen einflussreichen Förderer, der sich für die rasche Ausbreitung einsetzte. In Deutschland hingegen fehlte ein derart prominenter Unterstützer, sodass die Entwicklung lange Zeit stagnierte und rasch hinter jene von Fußball zurückfiel.
Von der Verbandsgründung bis zum ersten offiziellen Test Match verstrichen mehr als zweieinhalb Jahrzehnte. Es fand am 17. April 1927 im Stade Olympique im Pariser Vorort Colombes gegen die französische Nationalmannschaft statt und ging mit 5:30 verloren. Vier Wochen später setzten sich jedoch die Deutschen am 15. Mai in Frankfurt mit 17:16 gegen die Franzosen durch. Am 18. März 1928 waren in Hannover über 14.000 Zuschauer bei der dritten Begegnung der beiden Mannschaften anwesend, was bis heute der größten Zuschauerzahl für ein Rugbyspiel in Deutschland entspricht. Hinter Frankreich etablierte sich Deutschland als zweitbeste Nationalmannschaft auf dem europäischen Festland. In den jährlich ausgetragenen Begegnungen zwischen den beiden Mannschaften fielen die Ergebnisse zunächst deutlich zugunsten der Franzosen aus, wurden mit der Zeit aber immer knapper. 1929 spielten die Deutschen erstmals gegen Spanien, 1931 gegen die Tschechoslowakei und 1933 gegen die Niederlande.

### Nationalsozialismus und Nachkriegszeit
Als Folge der Machtergreifung der NSDAP im Januar 1933 und der anschließenden Gleichschaltung wurde der DRV wie alle anderen deutschen Sportverbände in die Sportdachorganisation des NS-Staates zwangseingegliedert. Innerhalb des Nationalsozialistischen Reichsbunds für Leibesübungen war er dem Fachamt 2 untergeordnet, der auch für Fußball und Cricket zuständig war. Der damalige DRV-Vorsitzende Hermann Meister versuchte als überzeugter Verfechter eines vereinten Europas und als Freund Frankreichs vergeblich, seinen Idealen gerecht zu werden, doch Rugby leistete der ideologischen Instrumentalisierung im Großen und Ganzen nicht mehr Widerstand als jede andere Sportart. Ähnlich wie in England war Rugby bisher überwiegend ein Sport des oberen Mittelstands gewesen. Unter den Nationalsozialisten und insbesondere in den Reihen der SA gab es verschiedene Kräfte, die eine stärkere Förderung und Verbreitung anstrebten. Ihnen zufolge war Rugby das „mannhafteste Großkampfspiel“, dessen „Einführung in Schulen und Jugendbund […] wärmstens zu empfehlen“ sei. Der prominenteste Unterstützer war Albert Speer, der das Spiel während seiner Schulzeit in Heidelberg kennengelernt hatte. Dennoch galt Rugby als „zu englisch“ und stand im Schatten von Fußball und des besonders geförderten Feldhandballs.
Nach dem vorübergehenden Ausschluss Frankreichs aus den Five Nations entstand auf Initiative des französischen Verbandes der Weltverband Fédération internationale de rugby amateur (FIRA; heute Rugby Europe), der als Konkurrent zum angelsächsisch dominierten International Rugby Football Board (IRFB; heute World Rugby) auftrat. Der DRV gehörte am 2. Januar 1934 zu seinen Gründungsmitgliedern. Zwei Jahre später, beim ersten FIRA-Turnier in Berlin (dem Vorläufer der Europameisterschaft), erreichten die Deutschen mit einem Halbfinalsieg über Italien das Endspiel, das mit 19:14 zugunsten Frankreichs endete. Ebenfalls 1936 spielten die Deutschen erstmals gegen Rumänien, 1937 erstmals gegen Belgien. Beim FIRA-Turnier 1937 in Paris schieden sie im Halbfinale gegen Italien aus und beim FIRA-Turnier 1938 in Bukarest belegten sie hinter Frankreich den zweiten Platz. Am 27. März 1938 gelang bei einem Freundschaftsspiel in Frankfurt der zweite und bis heute letzte Sieg über Frankreich. Das letzte Test Match der NS-Zeit fand im Mai 1940 auswärts gegen Italien statt.
Der Zweite Weltkrieg hatte für den deutschen Rugbysport verheerende Folgen, denn nicht weniger als 16 Nationalspieler verloren ihr Leben. Von diesem Verlust sollte sich die deutsche Nationalmannschaft nicht mehr erholen. Die gesellschaftlichen Umwälzungen der Nachkriegszeit machten die vor dem Krieg erzielten Fortschritte weitestgehend ungeschehen. Rugby verlor sämtliche finanzielle Unterstützung und büßte den Großteil seiner Beliebtheit ein, den es zuvor erfahren hatte. Von den Hochburgen blieb nur Heidelberg, das spätere Hauptquartier der US-Streitkräfte in Westdeutschland, von den Bombardierungen verschont. Das erste internationale Rugbyspiel nach Kriegsende fand am 13. März 1946 ohne deutsche Beteiligung statt, als im Rahmen der Victory Internationals die Teams der Britischen Rheinarmee und der New Zealand Expeditionary Force in Wuppertal aufeinandertrafen. Es dauerte mehrere Jahre, bis der DRV und die Landesverbände sich neu aufgestellt hatten. In der Saison 1947/48 wurde die deutsche Rugbymeisterschaft wiederaufgenommen. Infolge der Teilung Deutschlands entstand 1950 in der Deutschen Demokratischen Republik der Fachausschuss Rugby im Deutschen Fußball-Verband, der ein Jahr später eine eigene Nationalmannschaft aufstellte und sich 1958 zum Deutschen Rugby-Sportverband (DRSV) wandelte.

### Zeit der deutschen Teilung

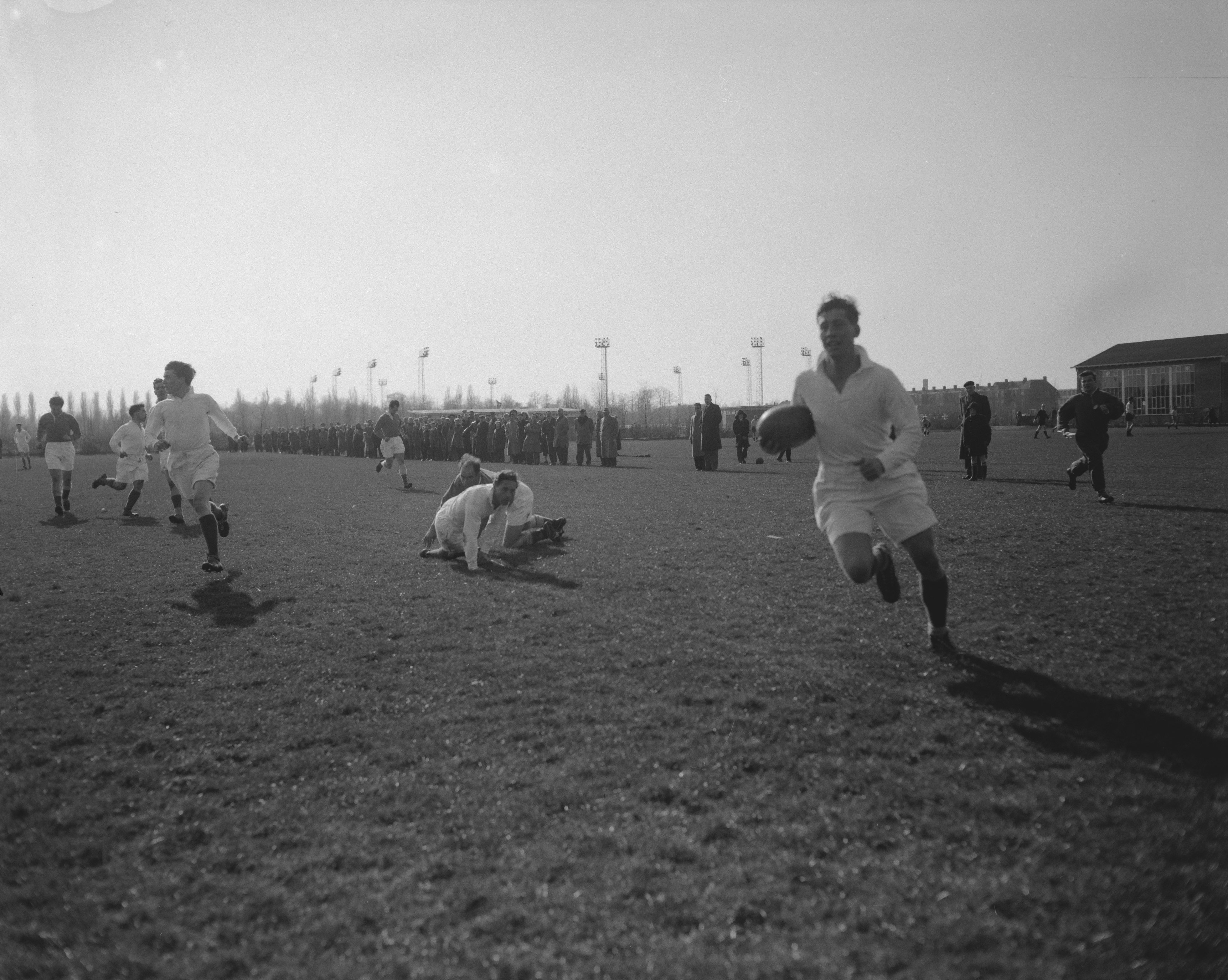
Test Match zwischen den Niederlanden und Westdeutschland 1958

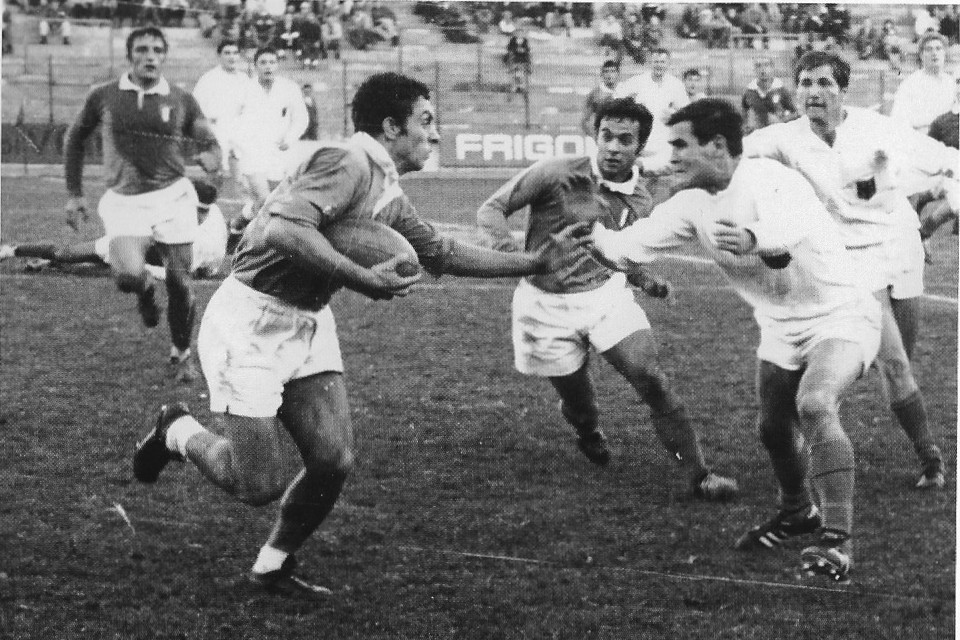
Test Match zwischen Italien und Westdeutschland in Venedig, 1968

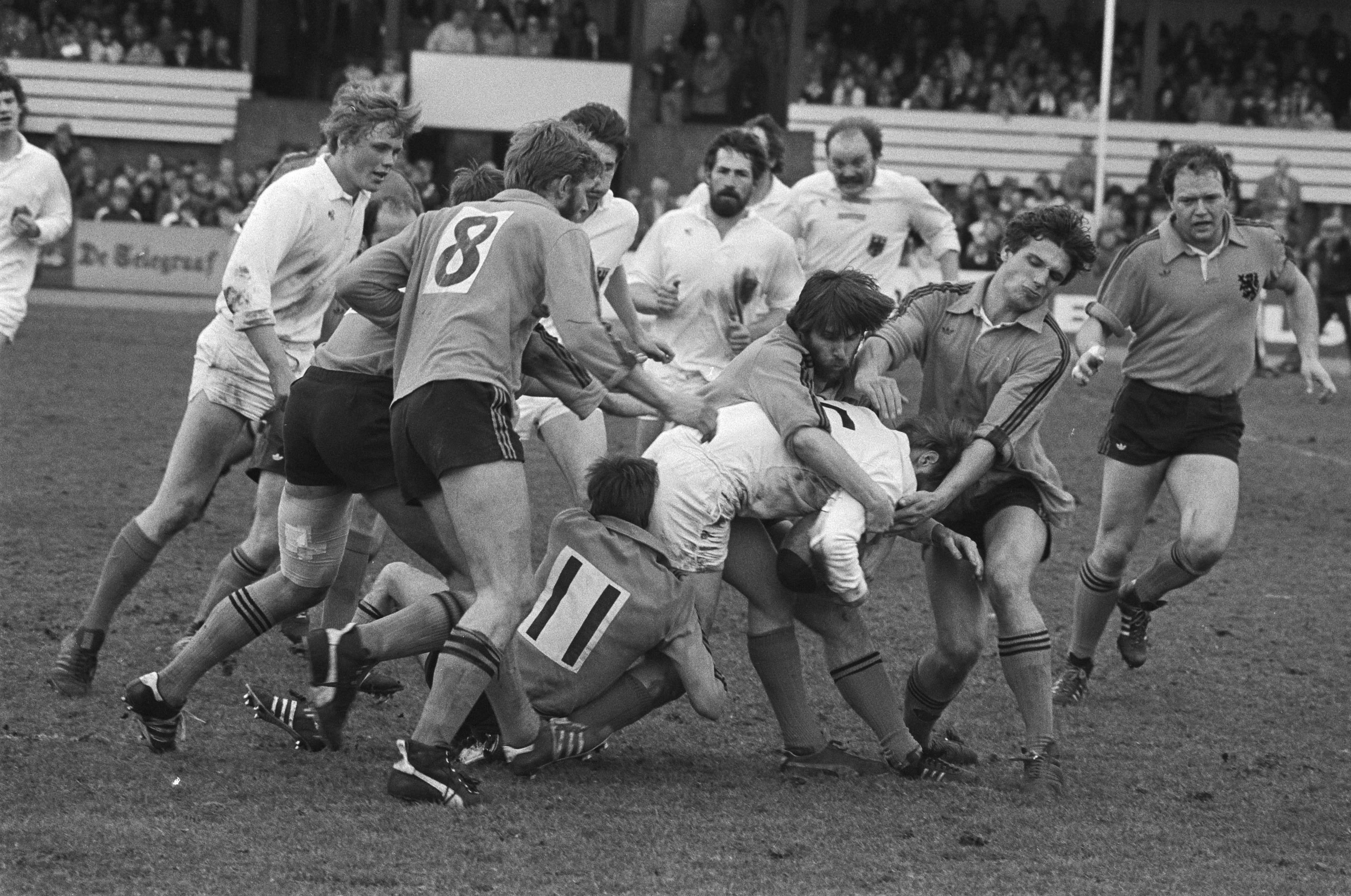
Test Match gegen die Niederlande in Hilversum (1980)

Die deutsche Nationalmannschaft, die nur noch die Bundesrepublik repräsentierte, bestritt am 2. März 1952 in Hannover ihr erstes Test Match nach fast zwölfjähriger Unterbrechung und gewann im Rahmen des Europapokals 1952 mit 16:9 gegen Belgien. Einen Monat später folgte in Padua eine 6:14-Niederlage gegen Italien, was den geteilten dritten Platz ergab. Ebenfalls ab 1952 und bis Mitte der 1980er Jahre gehörten jährlich stattfindende Begegnungen mit den Mannschaften der Britischen Rheinarmee und der RAF Germany zum festen Spielkalender. Die Nationalmannschaft musste bald feststellen, dass sie wegen der Kriegsauswirkungen und der konsequenten Aufbauarbeit der Konkurrenten ihre Stellung auf dem Kontinent mittlerweile eingebüßt hatte. Beispielsweise gab es von 1954 bis 1977 jedes Jahr ein Spiel gegen die Franzosen, die stets mit einer B-Auswahl antraten und dennoch jede Partie für sich entschieden (mit Ausnahme eines Unentschiedens im Jahr 1958). Italien und Rumänien spielten ebenfalls auf einem höheren Niveau, während Spanien mindestens ebenbürtig war. Im September 1956 unternahmen die Deutschen eine Großbritannien-Tour, wobei sie die drei Spiele gegen die Vereine Cardiff RFC, Swansea RFC und Harlequins jeweils klar verloren.
Als die FIRA die Europameisterschaft nach über zehnjähriger Pause wiederbelebte (mit Beteiligung nordafrikanischer Länder), traten die Deutschen in der ersten Division an. Ein Sieg gegen die Tschechoslowakei und ein Unentschieden gegen Italien reichten beim FIRA-Nationenpokal 1965/66 für den vierten Platz. Der letzte Platz 1967/68 hatte noch keine Konsequenzen, hingegen stiegen sie nach dem FIRA-Nationenpokal 1968/69 ab. Anstatt jedoch in der zweiten Division weiterzumachen, verzichteten sie einige Jahre lang ganz auf die Teilnahme und begnügten sich mit Freundschaftsspielen. 1971 führte der DRV die Rugby-Bundesliga ein, die an die Stelle der getrennten Nord- und Süd-Meisterschaft trat. Die Hoffnungen auf ein größeres Interesse erfüllten sich nicht und Rugby blieb weiterhin eine Randsportart. Eine große Überraschung schafften die Deutschen am 3. November 1972 in Bukarest, als sie die deutlich besser eingeschätzten Rumänen mit 11:10 schlugen – nur eine Woche nachdem sie gegen die Tschechoslowakei eine ihrer höchsten Niederlagen überhaupt hatten hinnehmen müssen.
Nach einer Restrukturierung der Europameisterschaft beteiligte sich Deutschland wieder, trat beim FIRA-Pokal 1973/74 in der zweiten Division an und belegte den dritten Platz unter fünf Teilnehmern. Im Rahmen des FIRA-Pokals 1974/75 traf Deutschland erstmals auf eine nichteuropäische Mannschaft und setzte sich am 13. April 1975 in Heidelberg mit 19:11 gegen Marokko durch. Ein großer Erfolg gelang dem Team beim FIRA-Pokal 1980/81 mit dem Aufstieg in die erste Division der Europameisterschaft. Zwischen 1981 und 1983 bestritt Deutschland zehn Spiele auf dieser Stufe, gewann jedoch nur eines gegen die Sowjetunion und stieg demzufolge wieder in die zweite Division ab. Nach dem FIRA-Pokal 1983/84 drohte ein weiterer Abstieg in die dritte Division. Deutschland entging diesem durch eine weitere Restrukturierung nach dem FIRA-Pokal 1984/85, als die FIRA die zweite und dritte Division zusammenlegte. 1984 folgte der DRV einer Einladung der sowjetischen Verbandes, um an einem Turnier in Moskau gegen die Nationalmannschaften der Sowjetunion und Polens sowie gegen die Auswahl des sowjetischen Gewerkschaftsbundes zu spielen; die Deutschen verloren alle Spiele und belegten den letzten Platz.
Während des Kalten Krieges unternahm der DRV mehrmals Versuche der Annäherung an den ostdeutschen Rugbysport. Er unterbreitete dem Deutschen Turn- und Sportbund (DTSB), der dem DRSV übergeordnet war, mehrmals das Angebot, Freundschaftsspiele zwischen beiden Nationalmannschaften auszutragen, was der DTSB jedoch stets ablehnte. Nachdem eine gemeinsame Rugbymannschaft von BSG Lok Berlin und BSG Post Berlin 1985 bei einem Turnier in Olomouc gegen den Berliner SC gespielt hatte, verbot der DTSB seinen angeschlossenen Mannschaften die Teilnahme an internationalen Turnieren mit westdeutscher Beteiligung. Im November 1988 wurde der DRV als 38. Nationalverband in den International Rugby Football Board (IRFB; heute World Rugby) aufgenommen, so dass Deutschland ein Jahr später an der Qualifikation zur Weltmeisterschaft 1991 teilnehmen konnte. Bei ihrem einzigen Qualifikationsspiel, das gleichzeitig für den FIRA-Pokal 1989/90 zählte, unterlag die Auswahl des DRV am 17. September 1989 in Heidelberg den Niederlanden mit 6:12 und schied somit aus.

### Nach der Wiedervereinigung
Das letzte Test Match vor der deutschen Wiedervereinigung fand im Juli 1990 auswärts in Windhoek gegen die Mannschaft des eben erst unabhängig gewordenen Namibia statt und endete mit einer klaren 9:54-Niederlage. Im Dezember desselben Jahres löste sich der DRSV auf und die ostdeutschen Vereine traten dem DRV bei, was die Einführung der 2. Bundesliga nach sich zog. Zum FIRA-Pokal 1990–1992 trat Deutschland mit einer wiedervereinigten Nationalmannschaft an, wobei es ihr gelang, in den ersten fünf Spielen dieses Wettbewerbs unbesiegt zu bleiben. Trotz einer Auswärtsniederlage gegen Belgien belegte sie den ersten Platz in ihrer Gruppe. Anstatt jedoch wie bisher üblich direkt in die erste Division des FIRA-Pokals 1992–1994 aufzusteigen, musste Deutschland ein Qualifikationsturnier bestreiten. Einem Sieg gegen Belgien standen Niederlagen gegen Russland, Marokko und die französische B-Auswahl gegenüber, weshalb die Mannschaft in der darauf folgenden Phase nicht um den Titel, sondern um den sechsten Platz spielte. Diesen erreichte sie, trotz einer Niederlage zum Auftakt gegen Tunesien, mit Siegen über Belgien, Marokko und Portugal. Die Deutschen begannen im Mai 1993 die Qualifikation für die Weltmeisterschaft 1995 in der zweiten Runde, mit Siegen über Litauen und Lettland. In der ein Jahr später ausgetragenen dritten Runde unterlagen sie hingegen Rumänien und Russland jeweils deutlich.

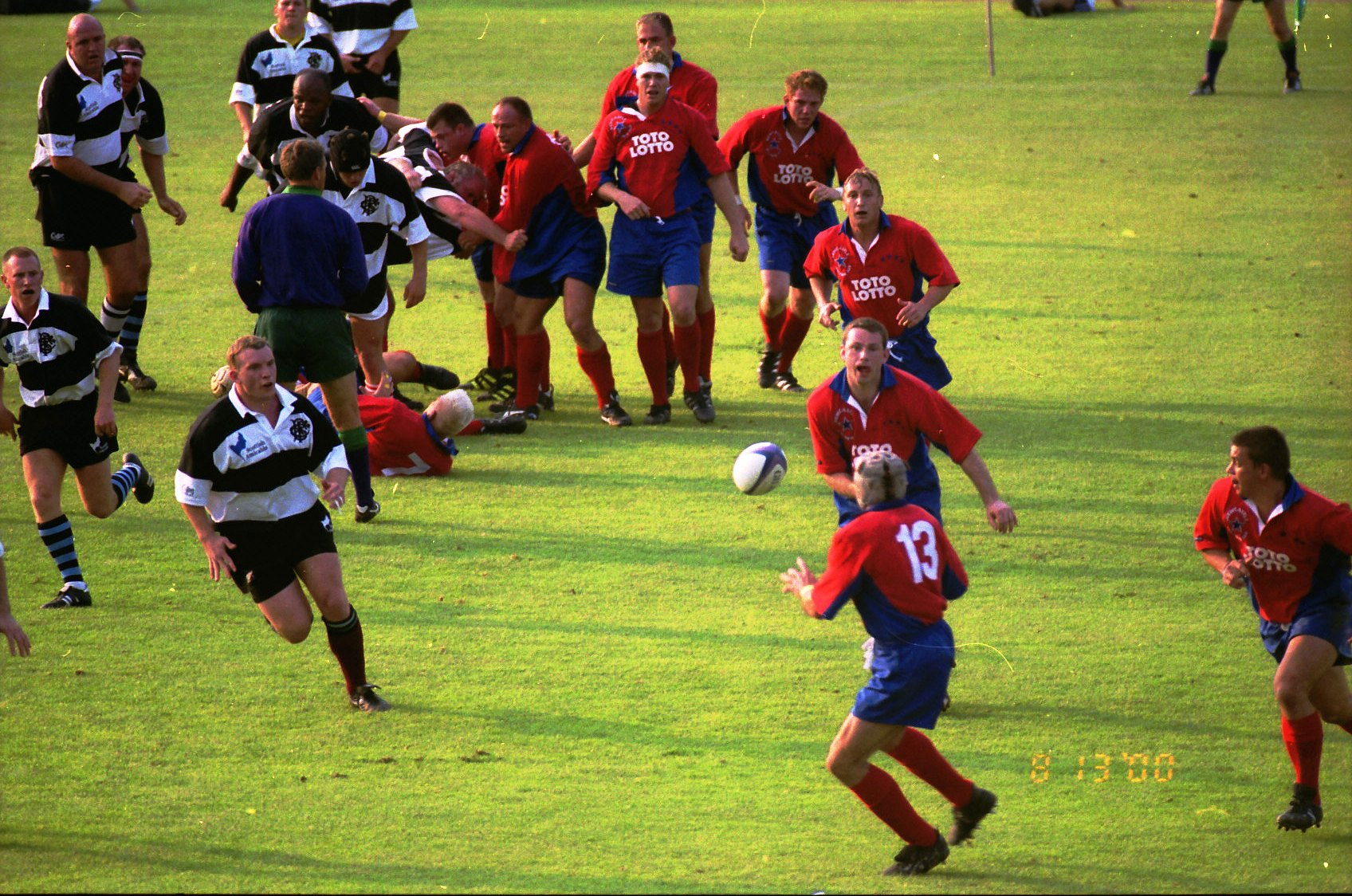
Spiel gegen die Barbarians am 12. August 2000 in Hannover

Das gute Abschneiden in der zweiten Phase des FIRA-Pokals 1992–1994 war letztlich ohne Bedeutung, denn die FIRA nahm wieder eine Restrukturierung der Europameisterschaft vor, weshalb Deutschland im FIRA-Pokal 1994–1997 weiterhin der zweiten Division angehörte. Die Bilanz war ausgeglichen: Siege über Tschechien und Dänemark sowie Niederlagen gegen Georgien und die Niederlande ergaben den dritten Platz. Die Jahre 1997 bis 1999 waren eine Ära des Umbruchs im europäischen Rugby, da sich die FIRA einerseits dem IRB als Kontinentalverband unterordnete und sich gleichzeitig von ihren außereuropäischen Mitgliedern trennte. Außerdem nahmen mit Frankreich und Italien die beiden stärksten Teams nicht mehr an Europameisterschaften teil. Aus diesen Gründen fanden stattdessen Ersatzturniere statt, die nicht den Status von Kontinentalmeisterschaften hatten. In der ersten Runde des FIRA-Turniers 1996/97 klassierten sich die Deutschen in Gruppe A hinter Spanien und Belgien. Anschließend spielten sie um den neunten Platz, den sie mit Siegen über Dänemark und Tschechien sichern konnten. Bei der anschließenden Qualifikation für die Weltmeisterschaft 1999, die im Winterhalbjahr 1997/98 stattfand, konnten die Deutschen die erste Runde überspringen. In der zweiten Runde bezwangen sie zunächst Andorra und Tschechien, verloren dann aber gegen Portugal und Spanien, sodass sie als Drittplatzierte den Einzug in die nächste Runde verpassten.
Beim FIRA-Turnier 1998/99 gewann Deutschland in seiner Gruppe die Partien gegen Tunesien, Luxemburg und Belgien, während das Spiel gegen Jugoslawien wegen des Kosovokrieges abgesagt werden musste. Das Team schaffte dadurch den Gruppensieg, was die Einteilung in die zweite Division des European Nations Cup 1999/2000 bedeutete, der ersten Austragung der Europameisterschaft in einem neuen Format. Deutschland gewann bei dieser zwar das erste Spiel gegen die Ukraine, verlor dann aber die übrigen Partien gegen Russland, Kroatien und Dänemark. Zur Feier des 100-jährigen Bestehens des Deutschen Rugby-Verbandes trat die Nationalmannschaft am 12. August 2000 im Eilenriedestadion in Hannover gegen die Barbarians an, die weltweit bekannteste Einladungsmannschaft; das Spiel ging mit 19:47 verloren. Der European Nations Cup 2001/02 diente gleichzeitig als zweite Phase der Qualifikation für die Weltmeisterschaft 2003. Siege gegen Dänemark und Lettland sowie Niederlagen gegen Schweden und Polen ergaben den zweiten Schlussrang, was nicht für das Weiterkommen in die nächste Runde reichte. Auch beim European Nations Cup 2002–2004 belegten die Deutschen den zweiten Platz ihrer Gruppe.

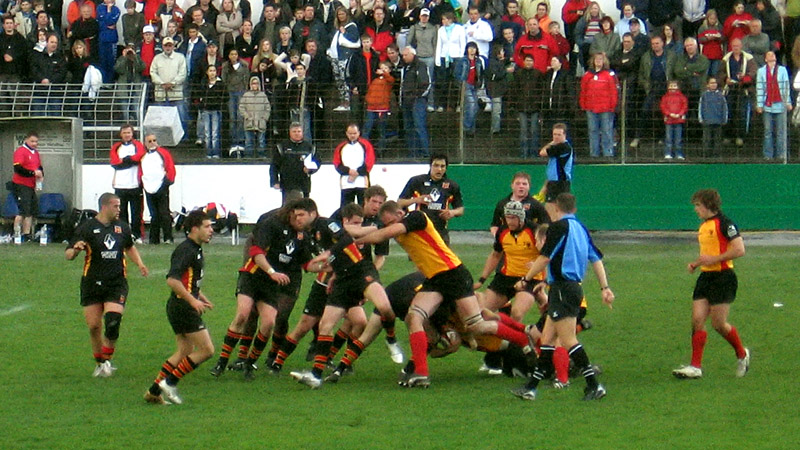
Qualifikationsspiel gegen Belgien für die WM 2007

Die Ergebnisse des European Nations Cup 2004–2006 flossen in die Qualifikation für die Weltmeisterschaft 2007 ein. Deutschland erzielte mit Siegen über Moldau, Luxemburg, Dänemark und Österreich den ersten Gruppenrang und gelangte dadurch in die dritte Qualifikationsrunde. Diese konnte die Mannschaft mit Siegen über Malta, Serbien und Montenegro, Kroatien und Belgien ebenfalls mit dem ersten Gruppenrang abschließen. Anschließend spielten die Deutschen gegen Spanien um den Aufstieg in die erste Division. Das Hinspiel in Heidelberg endete mit einem 18:6-Sieg. Hingegen resultierte das Rückspiel in Madrid in einer 10:36-Niederlage, wodurch die weitere Teilnahme an der WM-Qualifikation verwehrt blieb. Ebenso endete eine seit neun Spiele andauernde Siegesserie, die bis heute die längste der deutschen Nationalmannschaft ist. Während des European Nations Cup 2006–2008 traf Deutschland auf Belgien, Moldau, die Ukraine und die Niederlande. Zwei Auswärtsniederlagen gegen die Moldauer und Belgier standen sechs Siege gegenüber. Die Deutschen beendeten den Wettbewerb auf dem ersten Platz und stiegen somit in die erste Division auf. Am 28. April 2007 verzeichnete man beim Heimspiel gegen die Niederlande im Rudolf-Kalweit-Stadion in Hannover 8123 Zuschauer, was der größten Besucherzahl für ein Rugbyspiel in Deutschland seit dem Ende des Zweiten Weltkrieges entsprach.

### Gescheiterte Zusammenarbeit mit der WRA

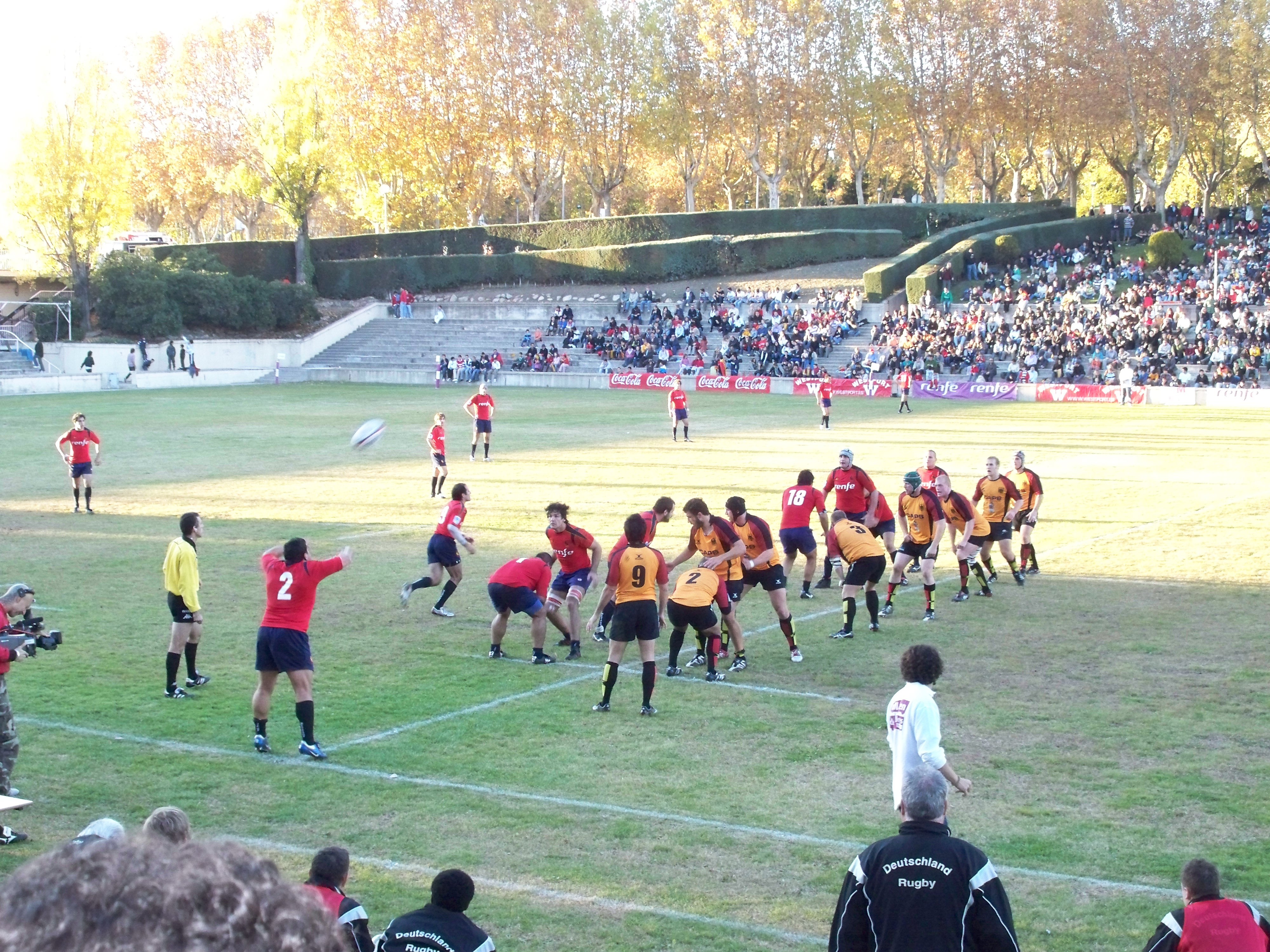
Spanien gegen Deutschland am 15. November 2008 in Madrid

Im Oktober 2007 gründete der schweizerisch-deutsche Unternehmer Hans-Peter Wild, der Besitzer der Getränkemarke Capri-Sun, die gemeinnützige „WILD Rugby Academy – Stiftung zur Förderung des Rugbysports“ (WRA). Durch Wissenstransfer sollte Rugby in Deutschland gefördert und populärer gemacht werden, wofür er im Laufe der Jahre rund 20 Millionen Euro investierte. Zunächst lag der Fokus auf der Junioren- und Breitensportförderung, begleitet durch verschiedene Schul- und Vereinsprojekte. Durch gezielte Aufbauarbeit sollte die deutsche Nationalmannschaft Weltklasseniveau erreichen. Vorrangig war zunächst der Klassenerhalt im European Nations Cup 2008–2010, dessen Ergebnisse in die Qualifikation für die Weltmeisterschaft 2011 einflossen. Dieses Unterfangen erwies sich als schwierig, denn die ersten fünf Spiele gingen allesamt verloren. Dennoch gab es auch Fortschritte zu vermelden, beispielsweise ein Sieg in einem Freundschaftsspiel gegen Hongkong im November 2009. Mit der Anerkennung von Siebener-Rugby als olympische Sportart erhielt der DRV nun auch Fördermittel des Bundes. Außerdem willigte die Bundeswehr ein, acht bis zehn Spieler in ihre Sportfördergruppe aufzunehmen. Im weiteren Verlauf des Turniers verlor Deutschland wiederum alle Spiele und stieg ab, worauf Bundestrainer Rudolf Finsterer nach zehn Jahren im Amt zurücktrat.
Unter seinem Nachfolger Torsten Schippe trat Deutschland in der Division 1B des European Nations Cup 2010–2012 an. Nach einer enttäuschenden ersten Turnierhälfte, in der die Mannschaft nur eines ihrer fünf Spiele gewann, verbesserte sie sich in der zweiten Hälfte markant und gewann drei Spiele, wodurch sie das Turnier auf den vierten Platz abschloss. Beim European Nations Cup 2012–2014 setzten die Deutschen alles daran, in die höchste Division 1A aufzusteigen. Trotz zweier Auswärtsniederlagen gegen Polen und Moldau gelang dieses Vorhaben. Sie gewannen alle acht übrigen Spiele und beendeten das Turnier auf dem ersten Platz. Schippe trat im April 2013 als Bundestrainer zurück und gab berufliche Verpflichtungen als Grund an. Auf ihn folgte sein Assistent, der bei der WRA angestellte Südafrikaner Kobus Potgieter. Diese Verpflichtung stand im engen Zusammenhang mit dem verstärkten Engagement der WRA, die vom ehemaligen Nationalspieler Robert Mohr geleitet wurde und ab 2014 „Premium Partner“ des DRV war. Als Gruppensieger war Deutschland berechtigt, am Playoff der Qualifikation für die Weltmeisterschaft 2015 teilzunehmen. Am 10. Mai 2014 traf die Mannschaft auswärts auf die Niederlande und setzte sich mit 17:7 durch. Zwei Wochen später bestand die Gelegenheit, sich gegen Russland für die letzte Playoff-Runde zu qualifizieren. In Hamburg führte man bis zur 77. Spielminute etwas überraschend mit 20:17, musste dann aber kurz vor Spielende noch zwei Versuche zum 20:31-Endstand hinnehmen und schied aus.

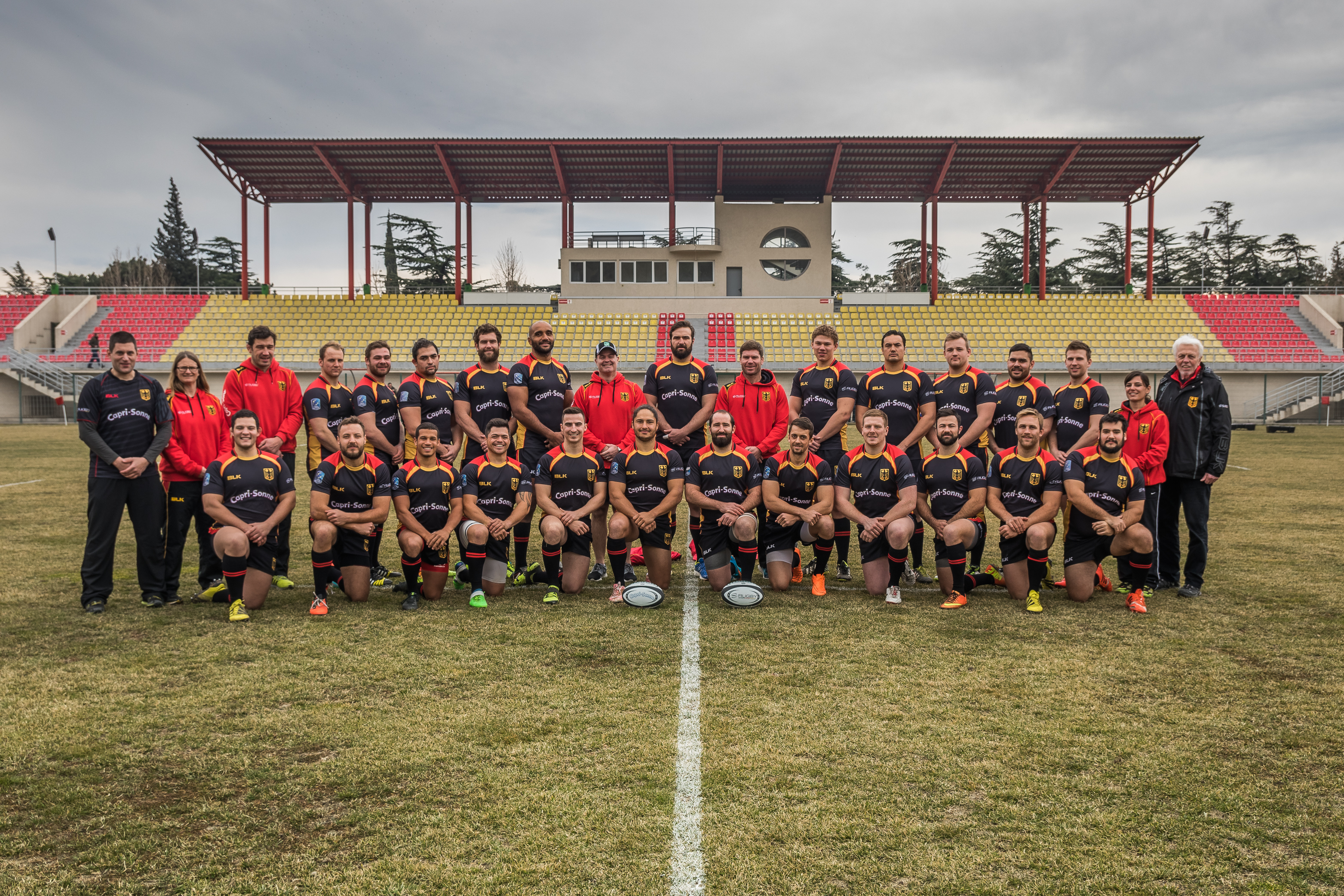
Die deutsche Mannschaft vor dem Spiel gegen Georgien (2016)

Erklärtes Ziel für den European Nations Cup 2014–2016 war der Klassenerhalt. Die Deutschen verloren alle fünf Spiele im Februar und März 2015 und fanden sich vorerst am Ende der Tabelle wieder. Mit finanzieller Unterstützung der WRA fand Ende Jahr eine kurze Südamerika-Tour statt. Sie umfasste zwei Auswärtsspiele gegen Brasilien in Blumenau und São Paulo, die beide gewonnen werden konnten. In der zweiten Hälfte der Europameisterschaft im Februar und März 2016 unterlagen die Deutschen zwar deutlich Georgien, Russland und Rumänien, bezwangen aber Portugal und spielten unentschieden gegen Spanien, sodass sie als Fünftplatzierte weiterhin in der höchsten Spielklasse blieben. Im Rahmen der End-of-year Internationals 2016 empfingen sie Uruguay und zweimal Brasilien, wobei sie alle drei Spiele gewannen. In der ersten Begegnung der Rugby Europe Championship 2017 sorgten die Deutschen in Offenbach am Main mit einem 41:38-Sieg gegen Rumänien für eine Überraschung. Zwar unterlag man wiederum Georgien, Spanien und Russland, setzte sich aber gegen Belgien durch und blieb weiterhin erstklassig.
Neben der WRA unterstützte Hans-Peter Wild auch den Heidelberger Ruderklub, der sich für den European Rugby Challenge Cup qualifiziert hatte. Im Juni 2017 übernahm er zusätzlich den Pariser Traditionsverein Stade Français. Die für die europäischen Pokalwettbewerbe zuständige Organisation European Professional Club Rugby forderte ihn auf, sich wegen eines möglichen Interessenkonflikts von einem der beiden Vereine zu trennen, worauf er Stade Français den Vorzug gab. Wenig später eskalierte der seit einiger Zeit zwischen Wild und dem Verband schwelende Streit über die Vermarktung der Nationalmannschaft, weshalb die WRA im August die Partnerschaft mit dem Verband beendete. Für die Nationalmannschaft hatte dies einschneidende Konsequenzen, denn fast alle Spieler und Trainer waren bei der WRA angestellt und in der Rugby-Bundesliga für den Heidelberger Ruderklub tätig. Aus Solidarität mit Wild, der eine professionellere Verbandsführung forderte, traten sie im November in den Streik. Kurzfristig musste der DRV einen komplett neuen Kader zusammenstellen. Dieser war in der Rugby Europe Championship 2018, die zusammen mit dem Wettbewerb des Vorjahres als WM-Qualifikation zählte, völlig überfordert und verlor alle fünf Spiele deutlich, obwohl mit dem Uruguayer Pablo Lemoine ein international erfahrener Interimstrainer engagiert werden konnte. Wild warf dem Verband „tiefstes Amateurtum“ sowie fehlenden Willen und fehlende Fähigkeiten vor. Er habe dem DRV sogar mit 80.000 Euro aushelfen müssen, um diesen vor der Insolvenz zu bewahren. Per Juni 2018 liquidierte Wild die WRA, ebenso strich er den geplanten Ausbau des Leistungszentrums in Heidelberg.

### Weitere Entwicklung

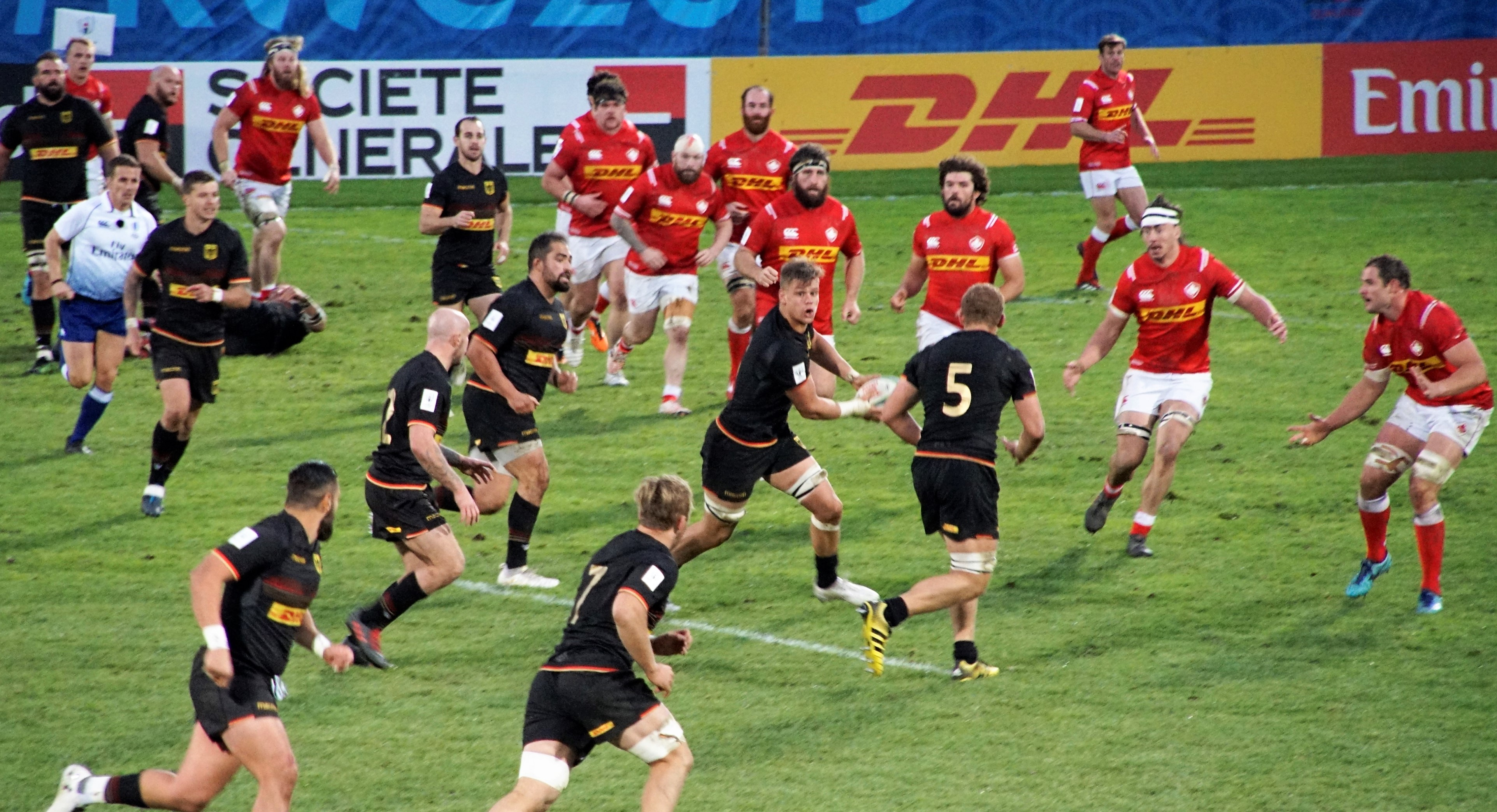
Deutschland gegen Kanada während der WM-Qualifikation in Marseille (2018)

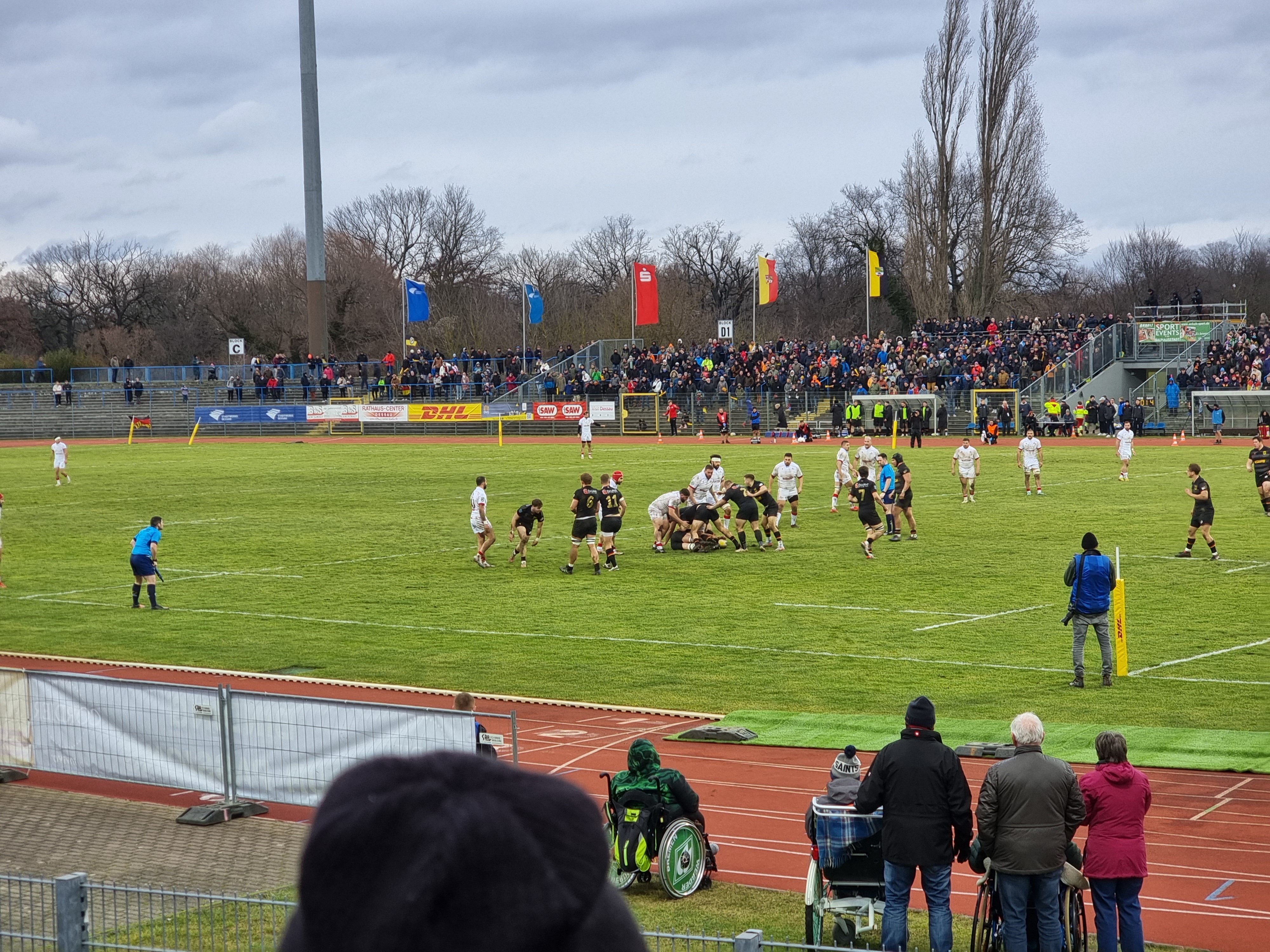
Deutschland gegen Georgien während der Rugby Europe International Championships 2023/24 in Dessau-Roßlau

Drei Monate nach dem Ende der Rugby Europe Championship 2018 bot sich den Deutschen unverhofft doch noch die Chance, sich für die Weltmeisterschaft 2019 zu qualifizieren. Belgien, Rumänien und Spanien hatten mehrmals nicht teilnahmeberechtigte Spieler eingesetzt, wofür sie am 15. Mai 2018 von Rugby Europe mit empfindlichen Punktabzügen bestraft wurden. Der Startplatz Rumäniens ging an Russland, während Deutschland anstelle Spaniens die nächste Qualifikationsrunde bestreiten durfte. Sehr kurzfristig kehrten die Stammspieler zur Nationalmannschaft zurück und verhalfen ihr in Heidelberg zu einem 16:13-Sieg über Portugal. Im darauf folgenden interkontinentalen Playoff trafen die Deutschen auf Samoa. Der mehrfache WM-Teilnehmer wurde seiner Favoritenrolle vollauf gerecht; und gewann sowohl das Hinspiel in Apia als auch das Rückspiel in Heidelberg deutlich. Für Deutschland war die Endrundenqualifikation somit nur noch über ein Vierländerturnier um den letzten Startplatz möglich, das im November 2018 in Marseille stattfand. Im Hinblick darauf engagierte der DRV den Engländer Mike Ford als neuen Bundestrainer. Gegen die als Nummer eins des Turniers gesetzte Mannschaft aus Hongkong konnten sich die Deutschen mit 26:9 durchsetzen. Die anschließende 10:29-Niederlage gegen Kanada bedeutete aber bereits das Ende der Ambitionen. Durch den abschließenden 43:6-Sieg gegen Kenia konnte immerhin der zweite Platz des Turniers behauptet werden.
Während der Rugby Europe Championship 2019 verloren die Deutschen alle fünf Spiele, sodass sie am 15. Juni 2019 in der Relegation gegen Portugal antreten mussten. In Frankfurt mussten sie sich mit 32:37 geschlagen geben und stiegen somit ab. Als Folge davon ersetzte der finanziell noch immer angeschlagene Verband im September 2019 Bundestrainer Ford übergangsweise durch die früheren Nationalspieler Mark Kuhlmann und Alexander Widiker. Das Duo wich bereits im Januar 2020 den Südafrikanern Melvine Smith und Byron Schmidt, bis dann im September desselben Jahres Kuhlmann den Posten allein übernahm. Bedingt durch die häufigen Wechsel setzte sich der Abwärtstrend auch in der unterklassigen Rugby Europe Trophy 2019/20 fort. Einem Sieg standen zwei Niederlagen (darunter erstmals gegen die Schweiz) gegenüber, bis das Turnier im März 2020 wegen der COVID-19-Pandemie abgebrochen werden musste. Der internationale Spielbetrieb ruhte daraufhin bis Oktober 2021. In der Rugby Europe Trophy 2021/22 klassierte sich Deutschland lediglich auf dem dritten Platz, profitierte aber von einer Umstrukturierung des Wettbewerbs und fand sich in der Saison 2022/23 in der Rugby Europe Championship wieder, in der die Mannschaft den sechsten Platz unter acht Teilnehmern belegte. In der Rugby Europe International Championships 2023/24 belegten die Deutschen ebenfalls den sechsten Platz, was zum Klassenerhalt ausreichend war. Dagegen verlief das Turnier 2023/24 enttäuschend und die Mannschaft erreichte mit dem achten Platz den Schlussrang, womit sie die Weltmeisterschaft 2027 verpasste.

## Trikot, Logo und Spitzname
Deutschland spielt traditionell in schwarzen Trikots mit schwarzen Hosen und schwarzen Socken. Das Auswärtstrikot ist weiß mit weißen Hosen und weißen Socken.
Aktueller Trikotausrüster der Nationalmannschaft ist der italienische Sportartikelhersteller Macron, Trikotsponsor ist das deutsche Logistikunternehmen DHL. Auf den Trikots erscheint das Verbandslogo auf der rechten Seite, das Ausrüsterlogo links und das Sponsorenlogo in der Mitte.
Das Logo des Deutschen Rugby-Verbandes zeigt das Wort Rugby mit dem Schriftzug Deutscher Rugby Verband unter den Nationalfarben Schwarz-Rot-Gold, mit der Abkürzung DRV links daneben in einem stilisierten Rugbyball. Der Spitzname der Nationalmannschaft lautet „Schwarze Adler“, abgeleitet vom Bundeswappen Deutschlands.

## Heimstadien

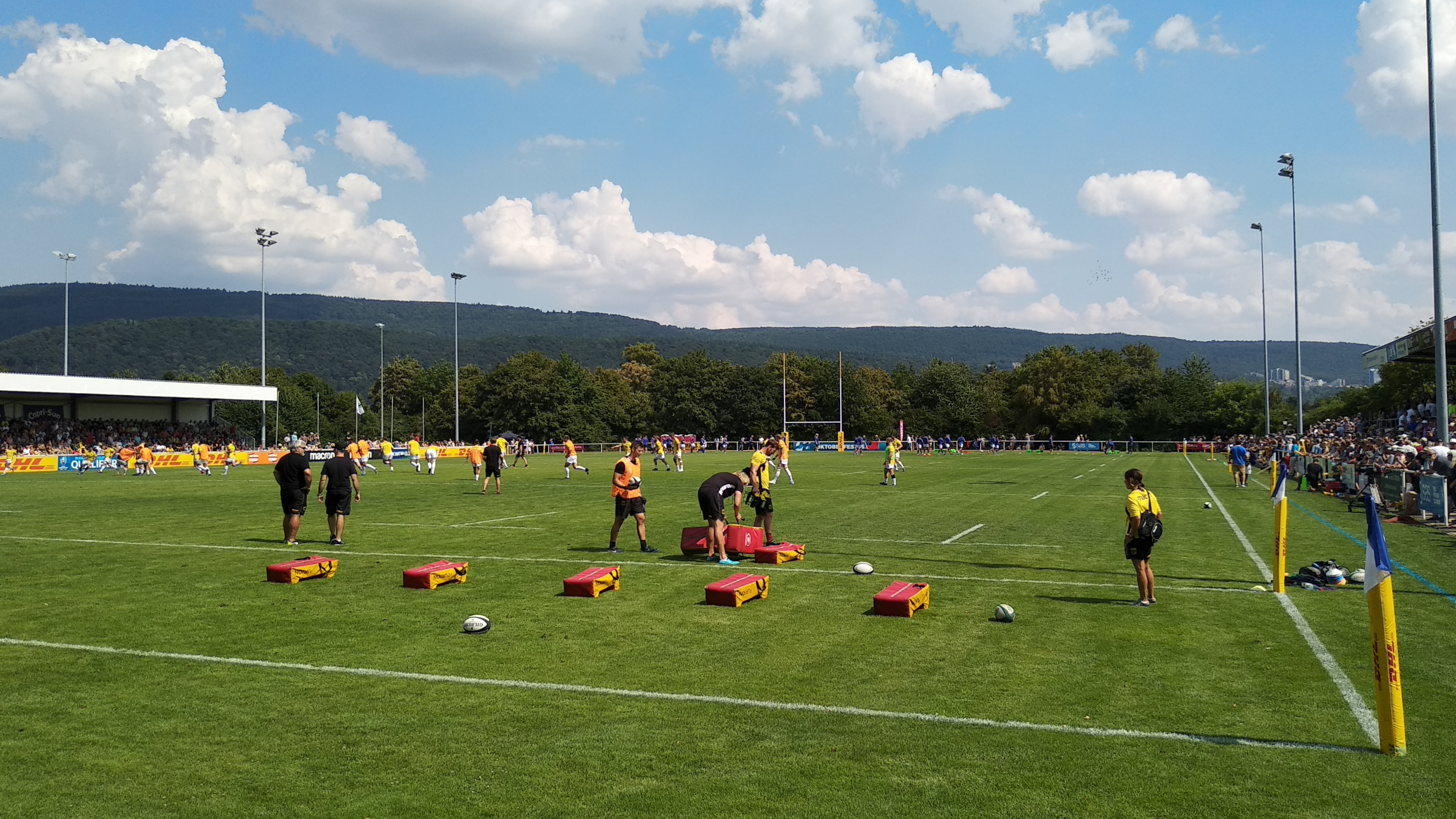
Fritz-Grunebaum-Sportpark in Heidelberg

Deutschlands Heimspiele finden überwiegend in den Rugbyhochburgen Hannover und Heidelberg statt. Im Hannoveraner Rudolf-Kalweit-Stadion und dem Heidelberger Fritz-Grunebaum-Sportpark wurden etwa gleich viele Heimspiele ausgetragen, mit weitem Abstand vor allen anderen Städten Deutschlands.

## Fanclub
Am 10. Mai 2013 wurde im Deutschen Rugby-Sportmuseum Heidelberg der gemeinnützige Verein „Freunde der deutschen Rugby-Nationalmannschaft e. V.“ gegründet und ein dreiköpfiger Vorstand gewählt. Der Verein unterstützt die sportlichen Aktivitäten der Nationalmannschaften (Männer, U-23 und U-19) des Deutschen Rugby-Verbandes im nichtolympischen Fünfzehnerrugby auf vielfältige Weise. Er sammelt Mittel durch Mitgliedsbeiträge, Spenden und die Unterstützung von Sponsoren und trägt somit zur Finanzierung dieser Teams bei, die in den Wettbewerben von Rugby Europe und World Rugby engagiert sind.

## Test Matches
Deutschland hat 163 seiner bisher 352 Test Matches gewonnen, was einer Gewinnquote von 46,31 % entspricht. Die Statistik der Test Matches von Deutschland gegen alle Nationen, alphabetisch geordnet, ist wie folgt (Stand 18. März 2025):
| Land               | Spiele | Gewonnen | Unent- schieden | Verloren | % Siege |
| ------------------ | ------ | -------- | --------------- | -------- | ------- |
| Andorra            | 1      | 1        | 0               | 0        | 100,00  |
| Belgien            | 34     | 23       | 1               | 10       | 67,65   |
| Brasilien          | 5      | 5        | 0               | 0        | 100,00  |
| Bulgarien          | 1      | 1        | 0               | 0        | 100,00  |
| Chile              | 1      | 0        | 0               | 1        | 0,00    |
| Dänemark           | 9      | 8        | 0               | 1        | 88,89   |
| Frankreich         | 16     | 2        | 0               | 14       | 12,50   |
| Georgien           | 10     | 0        | 0               | 10       | 0,00    |
| Hongkong           | 5      | 3        | 0               | 2        | 60,00   |
| Italien            | 21     | 5        | 1               | 15       | 23,81   |
| Jugoslawien        | 7      | 6        | 1               | 0        | 85,71   |
| Kanada             | 1      | 0        | 0               | 1        | 0,00    |
| Kenia              | 2      | 2        | 0               | 0        | 100,00  |
| Kroatien           | 3      | 1        | 1               | 1        | 33,33   |
| Lettland           | 2      | 2        | 0               | 0        | 100,00  |
| Litauen            | 2      | 2        | 0               | 0        | 100,00  |
| Luxemburg          | 3      | 3        | 0               | 0        | 100,00  |
| Malta              | 1      | 1        | 0               | 0        | 100,00  |
| Marokko            | 9      | 2        | 0               | 7        | 22,22   |
| Moldau             | 7      | 4        | 0               | 3        | 57,14   |
| Namibia            | 3      | 0        | 0               | 3        | 0,00    |
| Niederlande        | 48     | 29       | 1               | 18       | 60,42   |
| Österreich         | 1      | 1        | 0               | 0        | 100,00  |
| Polen              | 23     | 9        | 0               | 14       | 39,13   |
| Portugal           | 12     | 4        | 0               | 8        | 33,33   |
| Rumänien           | 21     | 5        | 0               | 16       | 23,81   |
| Russland           | 11     | 0        | 0               | 11       | 0,00    |
| Samoa              | 3      | 0        | 0               | 3        | 0,00    |
| Schweiz            | 9      | 7        | 0               | 2        | 77,78   |
| Schweden           | 10     | 7        | 0               | 3        | 70,00   |
| Sowjetunion        | 6      | 1        | 0               | 5        | 16,67   |
| Spanien            | 26     | 8        | 2               | 16       | 30,77   |
| Tschechien         | 10     | 8        | 0               | 2        | 80,00   |
| Tschechoslowakei   | 15     | 5        | 1               | 9        | 33,33   |
| Tunesien           | 4      | 2        | 0               | 2        | 50,00   |
| Ukraine            | 8      | 5        | 1               | 2        | 62,50   |
| Uruguay            | 1      | 1        | 0               | 0        | 100,00  |
| Vereinigte Staaten | 1      | 0        | 0               | 1        | 0,00    |
| Gesamt             | 352    | 163      | 9               | 180      | 46,31   |

## Erfolge

### Olympische Spiele
15er-Rugby war nur viermal olympisch. Beim ersten Turnier erreichte die deutsche Auswahl den zweiten Platz.
| Jahr | Austragungsort | Teilnahme bis …   | Platz    |
| ---- | -------------- | ----------------- | -------- |
| 1900 | Paris          | Platzierungsspiel | 2. Platz |
| 1908 | London         | keine Teilnahme   | –        |
| 1920 | Antwerpen      | keine Teilnahme   | –        |
| 1924 | Paris          | keine Teilnahme   | –        |

### Weltmeisterschaften
Deutschland konnte sich noch nie für die Rugby-Union-Weltmeisterschaften qualifizieren.
| Jahr | Gastgeberland             | Qualifikation bis …               | Platz |
| ---- | ------------------------- | --------------------------------- | ----- |
| 1987 | Australien und Neuseeland | nicht eingeladen                  | –     |
| 1991 | England (nominell)        | 1. Qualifikationsrunde            | –     |
| 1995 | Südafrika                 | 3. Qualifikationsrunde            | –     |
| 1999 | Wales (nominell)          | 2. Qualifikationsrunde            | –     |
| 2003 | Australien                | 2. Qualifikationsrunde            | –     |
| 2007 | Frankreich (nominell)     | 3. Qualifikationsrunde            | –     |
| 2011 | Neuseeland                | 5. Qualifikationsrunde            | –     |
| 2015 | England und Wales         | 6. Qualifikationsrunde            | –     |
| 2019 | Japan                     | Repechage                         | –     |
| 2023 | Frankreich                | keine Teilnahme                   | –     |
| 2027 | Australien                | Rugby Europe Championship 2024/25 | –     |
| 2031 | Vereinigte Staaten        | noch ausstehend                   |       |

### Europameisterschaften
An der Rugby-Union-Europameisterschaft nimmt die deutsche Mannschaft seit Gründung des Wettbewerbs teil, meist in der zweiten Division. Ende der Saison 2006–2008 stieg Deutschland wieder in die höchste Spielklasse auf und daraufhin direkt wieder ab. Sie spielte in der Saison 2012–2014 in der Division 1B des European Nations Cup und schaffte als Gruppenerster den Wiederaufstieg in die höchstmögliche Spielklasse.
| Jahr      | Name                                     | Division                  | Teilnahme bis … | Platz             |
| --------- | ---------------------------------------- | ------------------------- | --------------- | ----------------- |
| 1952      | Europapokal                              | –                         | Vorrunde        | 3. Platz          |
| 1954      | Europapokal                              | –                         | Halbfinale      | 4. Platz          |
| 1965/66   | Nationenpokal                            | 1. Division               | –               | 4. Platz          |
| 1966/67   | Nationenpokal                            | –                         | keine Teilnahme | –                 |
| 1967/68   | Nationenpokal                            | 1. Division               | –               | 4. Platz          |
| 1968/69   | Nationenpokal                            | 1. Division               | –               | 4. Platz          |
| 1969/70   | Nationenpokal                            | –                         | keine Teilnahme | –                 |
| 1970/71   | Nationenpokal                            | –                         | keine Teilnahme | –                 |
| 1971/72   | Nationenpokal                            | –                         | keine Teilnahme | –                 |
| 1972/73   | Nationenpokal                            | –                         | keine Teilnahme | –                 |
| 1973/74   | FIRA-Pokal                               | 2. Division               | –               | (2) 3. Platz      |
| 1974/75   | FIRA-Pokal                               | 2. Division               | –               | (2) 3. Platz      |
| 1975/76   | FIRA-Pokal                               | 2. Division               | –               | keine Platzierung |
| 1976/77   | FIRA-Pokal                               | 2. Division               | –               | (2) 4. Platz      |
| 1977/78   | FIRA-Pokal                               | 2. Division               | –               | keine Platzierung |
| 1978/79   | FIRA-Pokal                               | 2. Division               | –               | keine Platzierung |
| 1979/80   | FIRA-Pokal                               | 2. Division               | –               | (2) 4. Platz      |
| 1980/81   | FIRA-Pokal                               | 1. Division               | –               | 5. Platz          |
| 1981/82   | FIRA-Pokal                               | 1. Division               | –               | 6. Platz          |
| 1982/83   | FIRA-Pokal                               | 2. Division               | –               | keine Platzierung |
| 1983/84   | FIRA-Pokal                               | 2. Division               | –               | (2) 3. Platz      |
| 1984/85   | FIRA-Pokal                               | 3. Division               | –               | (3) 3. Platz      |
| 1985–87   | FIRA-Pokal                               | 2. Division               | –               | keine Platzierung |
| 1987–89   | FIRA-Pokal                               | 2. Division               | –               | keine Platzierung |
| 1989/90   | FIRA-Pokal                               | 2. Division               | –               | keine Platzierung |
| 1990–92   | FIRA-Pokal                               | 2. Division               | –               | keine Platzierung |
| 1992–94   | FIRA-Pokal                               | 1. Division               | –               | 6. Platz          |
| 1994–97   | FIRA-Pokal                               | 2. Division               | –               | (2) 3. Platz      |
| 1999/2000 | European Nations Cup                     | 2. Division               | –               | (2) 5. Platz      |
| 2000/01   | European Nations Cup                     | 2. Division               | –               | (2) 3. Platz      |
| 2002–04   | European Nations Cup                     | 2. Division               | –               | (2) 2. Platz      |
| 2006–08   | European Nations Cup                     | Division 2A               | –               | (2A) 1. Platz     |
| 2008–10   | European Nations Cup                     | 1. Division               | –               | 6. Platz          |
| 2010–12   | European Nations Cup                     | Division 1B               | –               | (1B) 4. Platz     |
| 2012–14   | European Nations Cup                     | Division 1B               | –               | (1B) 1. Platz     |
| 2014–16   | European Nations Cup                     | Division 1A               | –               | 5. Platz          |
| 2016/17   | Rugby Europe International Championships | Rugby Europe Championship | –               | 5. Platz          |
| 2017/18   | Rugby Europe International Championships | Rugby Europe Championship | –               | 3. Platz          |
| 2018/19   | Rugby Europe International Championships | Rugby Europe Championship | –               | 6. Platz          |
| 2019/20   | Rugby Europe International Championships | Rugby Europe Trophy       | –               | 4. Platz          |
| 2020/21   | –                                        | nicht ausgetragen         | –               | –                 |
| 2021/22   | Rugby Europe International Championships | Rugby Europe Trophy       | –               | 3. Platz          |
| 2022/23   | Rugby Europe International Championships | Rugby Europe Championship | –               | 6. Platz          |
| 2023/24   | Rugby Europe International Championships | Rugby Europe Championship | –               | 6. Platz          |
| 2024/25   | Rugby Europe International Championships | Rugby Europe Championship | –               | 8. Platz          |

1. Division
1965/66, 1967–1969, 1981–1983, 1992–1995, 2008–2010, 2014–2019, 2021–25
1B Division
2010–2014
2. Division
1966/67, 1969–1981, 1983/84, 1985–1992, 1995–2008
3. Division
1984/85

### Weitere Test Matches
Aufgrund seiner späten Etablierung unternahm Deutschland während der Amateurära kaum Touren nach alter Tradition, da sie um das Jahr 2000 zum Erliegen kamen. Heute stehen für Test Matches gegen Teams der südlichen und nördlichen Hemisphäre jedes Jahr zwei Zeitfenster zur Verfügung, die Mid-year Internationals im Juni und die End-of-year Internationals im November. Im Gegensatz zu den meisten anderen Rugbynationen spielt Deutschland dabei jedoch um keine Trophäen gegen seine Gegner.

## Spieler

### Aktueller Kader
Die folgenden Spieler bildeten den Kader für die Rugby Europe Championship 2024/25:
| Spieler                | Position         | Verein            |
| ---------------------- | ---------------- | ----------------- |
| Tim Menzel             | Gedrängehalb     | Valence Romans    |
| Jan Piosik             | Gedrängehalb     | Hannover 78       |
| Nikolai Klewinghaus    | Verbinder        | SC Neuenheim      |
| Bader Werner Pretorius | Verbinder        | São Miguel        |
| Bastian van der Bosch  | Verbinder        | RG Heidelberg     |
| Markus Bachofer        | Innendreiviertel | Heidelberger RK   |
| Leo Wolf               | Innendreiviertel | SC Frankfurt 1880 |
| Zinzan Hees            | Außendreiviertel | RK Heusenstamm    |
| Felix Lammers          | Außendreiviertel | SC Neuenheim      |
| Nico Windemuth         | Außendreiviertel | SC Germania List  |
| Shawn Ingle            | Schlussmann      | Maidenhead        |
| Robin Plümpe           | Schlussmann      | RG Heidelberg     |

| Spieler            | Position             | Verein             |
| ------------------ | -------------------- | ------------------ |
| Andrew Reintges    | Hakler               | Heidelberger RK    |
| Mika Tyumenev      | Hakler               | Castelsarrasin     |
| Chris Edene        | Pfeiler              | SC Frankfurt 1880  |
| Henry Otto Pearson | Pfeiler              | Esher              |
| Jörn Schröder      | Pfeiler              | Heidelberger RK    |
| Daniel Wolf        | Pfeiler              | SC Frankfurt 1880  |
| Eric Marks         | Zweite-Reihe-Stürmer | Vannes             |
| Hassan Rayan       | Zweite-Reihe-Stürmer | SC Frankfurt 1880  |
| Oliver Stein       | Zweite-Reihe-Stürmer | SC Frankfurt 1880  |
| Marcel Henn        | Flügelstürmer        | SC Frankfurt 1880  |
| Howard Packman     | Flügelstürmer        | Tonbridge Juddians |
| Justin Renc        | Flügelstürmer        | TSV Handschuhsheim |

### Bekannte Spieler
Bisher ist noch kein deutscher Spieler in die World Rugby Hall of Fame aufgenommen worden.

### Spielerstatistiken
Nachfolgend sind die wichtigsten Statistiken aufgelistet, die Spieler Deutschlands betreffen. Die mit * markierten Spieler sind noch aktiv und können sich weiter verbessern.
(Stand: März 2025)
| Rang | Name                 | Zeitraum  | Spiele |
| ---- | -------------------- | --------- | ------ |
| 01   | Alexander Widiker    | 2002–2016 | 59     |
| 02   | Samy Füchsel         | 2012–2021 | 49     |
| 03   | Kehoma Brenner       | 2006–2017 | 48     |
| 04   | Clemens von Grumbkow | 2003–2018 | 48     |
| 05   | Manuel Wilhelm       | 2003–2014 | 46     |
| 06   | Raynor Parkinson     | 2011–2024 | 43     |
| 07   | Mustafa Güngör       | 2003–2012 | 41     |
| 08   | Benjamin Krause      | 2003–2013 | 41     |
| 09   | Sean Armstrong       | 2011–2018 | 40     |
| 10   | Tim Menzel           | 2010–2019 | 38     |

| Rang | Name                 | Zeitraum  | Punkte |
| ---- | -------------------- | --------- | ------ |
| 01   | Raynor Parkinson     | 2011–2024 | 338    |
| 02   | Jaco Otto            | 2015–2019 | 125    |
| 03   | Matthieu Franke      | 2006–2012 | 120    |
| 04   | Chris Hilsenback     | 2012–2019 | 104    |
| 05   | Fabian Heimpel       | 2010–2017 | 078    |
| 06   | Tim Kasten           | 2005–2012 | 075    |
| 07   | Mustafa Güngör       | 2003–2012 | 072    |
| 08   | Kieran Manawatu      | 2012–2015 | 050    |
| 09   | Clemens von Grumbkow | 2003–2018 | 045    |
| 10   | Sean Armstrong       | 2011–2018 | 040    |

| Rang | Name                 | Zeitraum  | Versuche |
| ---- | -------------------- | --------- | -------- |
| 01   | Jaco Otto            | 2015–2019 | 25       |
| 02   | Mustafa Güngör       | 2003–2012 | 10       |
| 03   | Tim Kasten           | 2005–2012 | 10       |
| 04   | Clemens von Grumbkow | 2003–2018 | 09       |
| 05   | Sean Armstrong       | 2011–2018 | 08       |
| 06   | Marten Strauch       | 2007–2015 | 08       |
| 07   | Kehoma Brenner       | 2006–2017 | 07       |
| 08   | Steffan Liebig       | 2010–2018 | 07       |
| 09   | Kieran Manawatu      | 2012–2015 | 07       |
| 10   | Pieter Jordaan       | 2011–2014 | 06       |

## Bundestrainer und Teamchefs

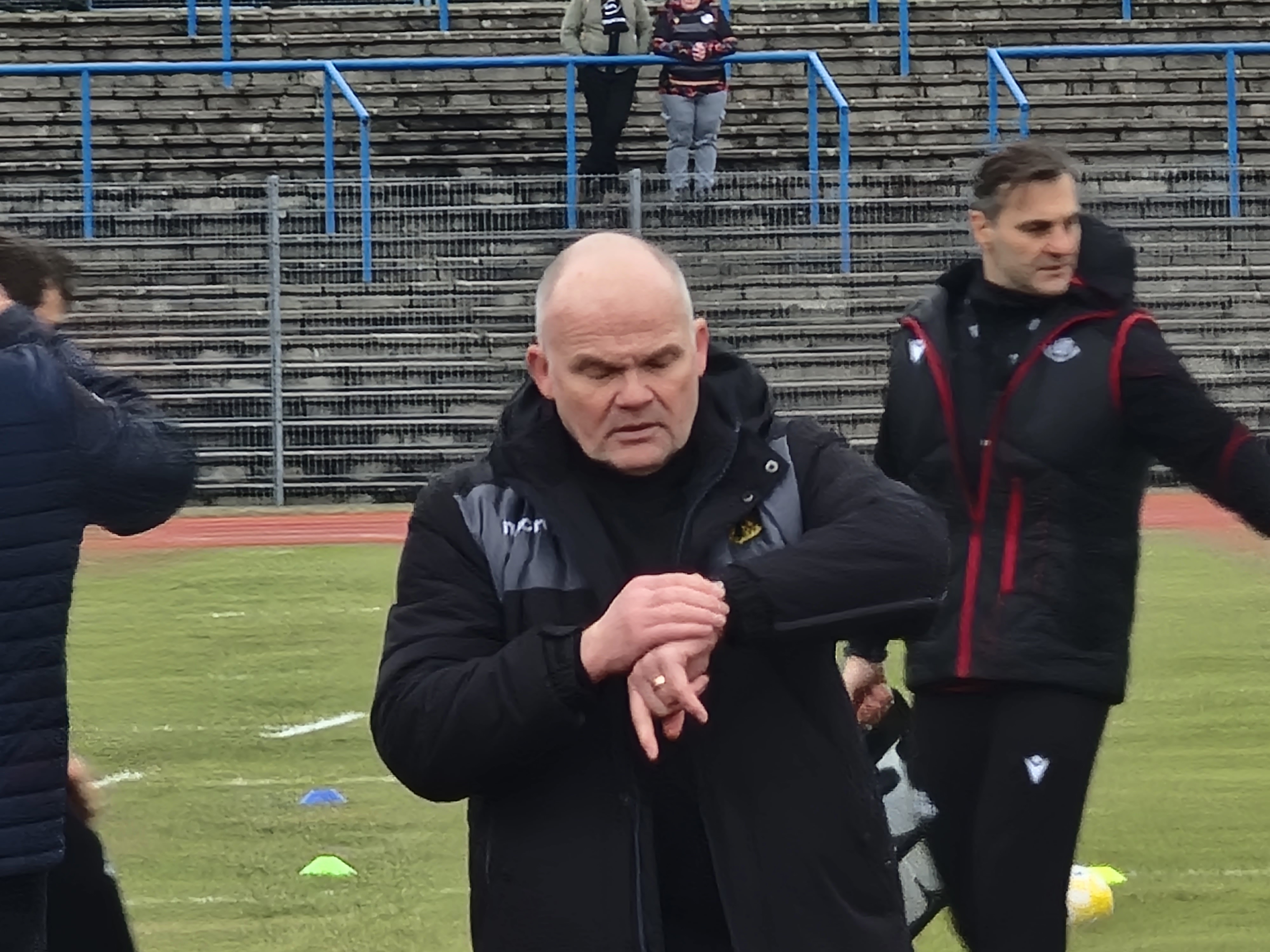
Mark Kuhlmann (2024)

Folgende Personen waren Trainer der deutschen Nationalmannschaft:
| Zeitraum  | Name                              |
| --------- | --------------------------------- |
| 1952–1959 | ?                                 |
| 1959–1969 | Helmut Flügge                     |
| 1969–1981 | Klaus Wesch                       |
| 1981–1988 | Fritz Raupers                     |
| 1988–1990 | Robert Antonin                    |
| 1990–1992 | Jean-Claude Rutault               |
| 1992–2000 | Peter Ianusevici                  |
| 2000–2001 | Torsten Schippe                   |
| 2001–2010 | Rudolf Finsterer                  |
| 2010–2013 | Torsten Schippe                   |
| 2013–2018 | Kobus Potgieter                   |
| 2018      | Pablo Lemoine                     |
| 2018–2019 | Mike Ford                         |
| 2019–2020 | Mark Kuhlmann & Alexander Widiker |
| 2020      | Melvine Smith & Byron Schmidt     |
| seit 2020 | Mark Kuhlmann                     |